# دار علوش
دار علوش كركوان هي مدينة تونسية تقع في ولاية نابل في الشمال الشرقي بالجمهورية التونسية وتبعد عن العاصمة تونس مسافة 117 كم. وهي تمتاز كذلك بمصانع طماطم والمعجون بأنواعه من الجانب الصناعي، أما الجانب ترفيهي والسياحي فهي تمتاز بشواطئها وموقع أثري يعود إلى العهد البوني وهو موقع يعود تأسيسه إلى العهد البوني ولأنّ الرومان لم يعيدوا بناءه بعد ضمّ أفريكا إلى الإمبراطورية الرومانية، فإن الموقع فضاء حضري لمدينة صغيرة لها خصائص بونيّة صرفة.